# Mast Farm Inn
Le Mast Farm Inn est un hôtel américain situé à Banner Elk, en Caroline du Nord. Ouvert en 1792, il est inscrit au Registre national des lieux historiques depuis le 20 janvier 1972 et est membre des Historic Hotels of America depuis 2012.